# Айше-султан (дочь шехзаде Баязида)
Айше́-султа́н (тур. Ayşe Sultan; 1553, Конья — 1572, Токат) — дочь шехзаде Баязида от неизвестной наложницы. Внучка Сулеймана I и Хюррем Султан.

## Биография
Родилась в 1553 году в Конье; была седьмым ребёнком и второй дочерью из девяти детей шехзаде Баязида. В 1561 году отец Айше и четверо её братьев были казнены; семья Баязида была перевезена в Стамбул. В том же году старшая сестра Айше, Михрумах, была выдана замуж. Сама Айше вышла замуж в 1568 году в возрасте 15 лет за бейлербея Токата — Эратнаоглу Ходжа Али-пашу. Айше Султан умерла в 1572 году во время родов.

## В культуре
- В сериале «Великолепный век» Айше является дочерью шехзаде Баязида от его наложницы Раны Султан.